# أحمد بن الجزار
هو الطبيب أبو جعفر أحمد بن إبراهيم أبي خالد القيرواني
المعروف بابن الجزار القيرواني  وهو أول طبيب مسلم يكتب في التخصصات الطبية المختلفة مثل طب الأطفال وطب المسنين، ولد في مدينة القيروان بالبلاد التونسية في حدود سنة 285 هـ/898 م لأسرة اشتهر أفرادها بالطب وتوفي فيها عام 369 هـ/979 م، وقيل أنه توفي عام 400 هـ/ 1010 م.

## نشأته وحياته
كان من أهل الحفظ والتطلع والدراسة للطب وسائر العلوم. وقد تتلمذ على يد إسحاق بن سليمان الإسرائيلي ، وبلغت شهرته الأندلس والحوض الشمالي للبحر الأبيض المتوسط. وكان طلاب الأندلس يتوافدون إلى القيروان لتحصيل الطب من عنده. ترجم له كل من صاعد الأندلسي وابن أبي أصيبعة نقلت أعماله إلى جامعات ساليرنو ومونبيلييه.
عدّل ابن الجزار القوانين الطبية العامة وضبط أسماء النباتات بثلاث لغات هي العربية واليونانية والبربرية كماأنّه كان يؤكد على قاعدة ما زالت سارية المفعول: «يتداوى كل عليل بأدوية أرضه لأن الطبيعة تفزع إلى أهلها».
يعتبر كتاب «زاد المسافر وقوت الحاضر» لابن الجزار، كتابا ذا قيمة طبية هائلة مازالت الكليات والجامعات تستفيد إلى حد الآن من أرائه.
كانت علوم ابن الجزار تعتمد في الشرق العربي ويناقشها الكثير من ممارسي مهنة الطب، وكانت أيضا تنفذ إلى الأندلس، والملاحظ أن تلك الآراء الطبية الجريئة قد اقتحمت أوروبا في القرن العاشر الميلادي وذلك على اثر نقل قسطنطين الإفريقي لكتب ابن الجزار، كما أن نابليون بونابرت كان يحمل معه كتاب ابن الجزار (زاد المسافر وقوت الحاضر) وذلك أثناء الحملة الفرنسية على مصر.
كان ابن الجزار هادئاً يحضر الجنائز والأفراح لكن لا يأكل فيها. وكان له احترام كبير لنفسه وقيل أنه لم يعرف عنه زلة قط بين الناس. كان يتجنب التسوية لذا لم يكن يحضر المحاكم ولم يكن من أعضاء نظام الحكم لذلك كان يتخذ الفقهاء قدوة في ذلك العصر.

## حادثة المنصور

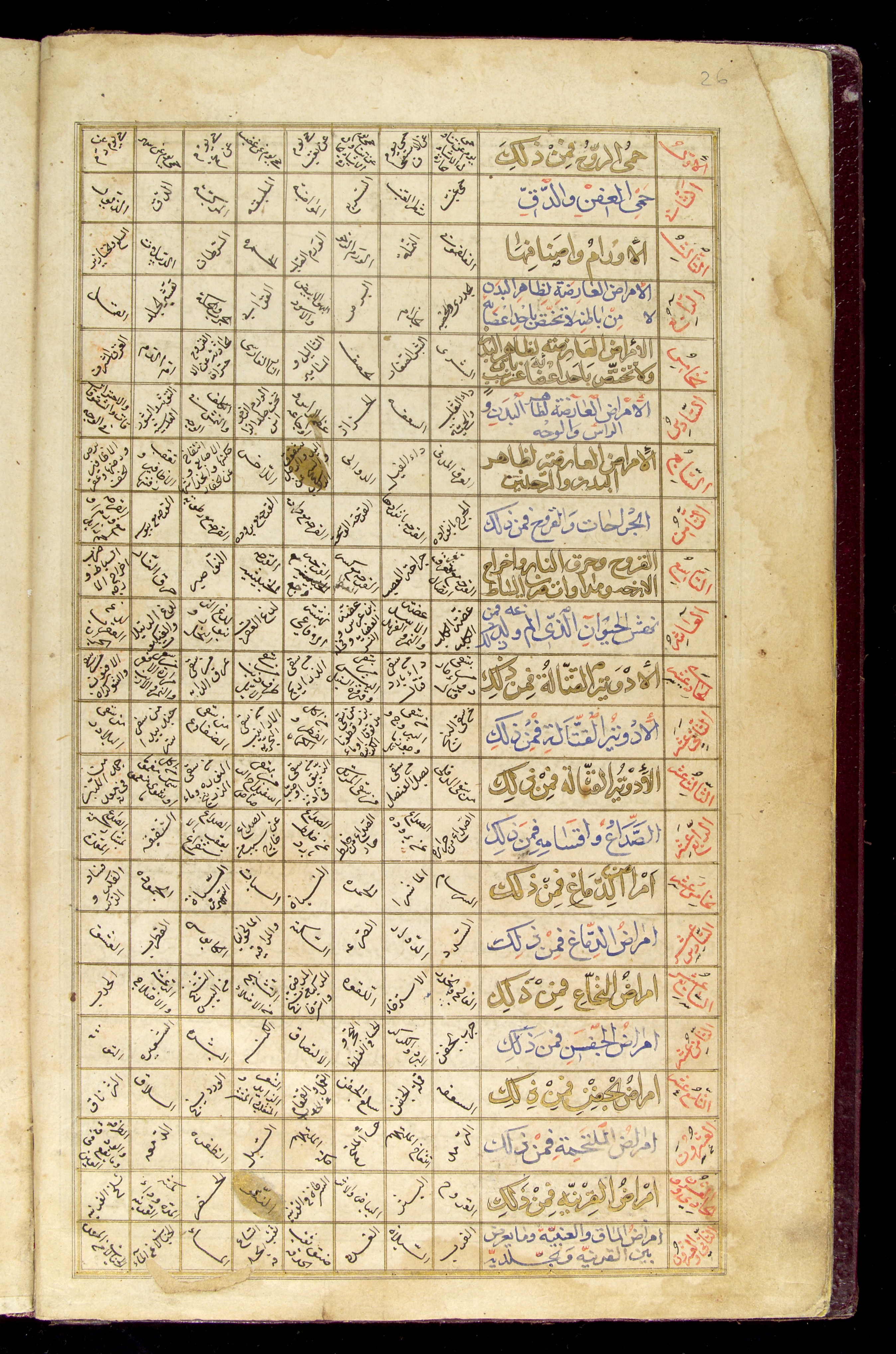
صفحة من مخطوط "طب الفقراء والمساكين"

من الحوادث التي كانت تودي بحياته حادثته مع المنصور - وهو أمير تونس- حيث أصيب المنصور بالمرض نتيجة البرد والثلوج أثناء سفره، وفي طريق عودته أراد أن يدخل الحمام فنهاه طبيبه بن سليمان الإسرائيلي عن ذلك لكنه خالفه ودخل الحمام، فنتج عن ذلك فناء حرارته الغريزية وذهبت قدرته على النوم، فبدأ الإسرائيلي بتشخيصه وعلاج مرضه لكن السهر لازمه، فاشتد ذلك على المنصور وطلب طبيباً آخر فأحضروا له ابن الجزار - وهو شاب في ذلك الوقت- فجمع له ابن الجزار نباتات مخدرة ليشمها لينام، فجاءه الإسرائيلي ليدخل عليه فقيل له انه نائم فقال: ان كان قد صنع له شئ لينام به فقد مات، فتفقدوه فإذا هو قد مات بالفعل، فهموا بقتل ابن الجزار الذي صنع له المنوم لكن الإسرائيلي دافع عنه بأنه فعل ما يفعله الأطباء وانما جهل أصل المرض وتشخيصه.

## من مصنفاته

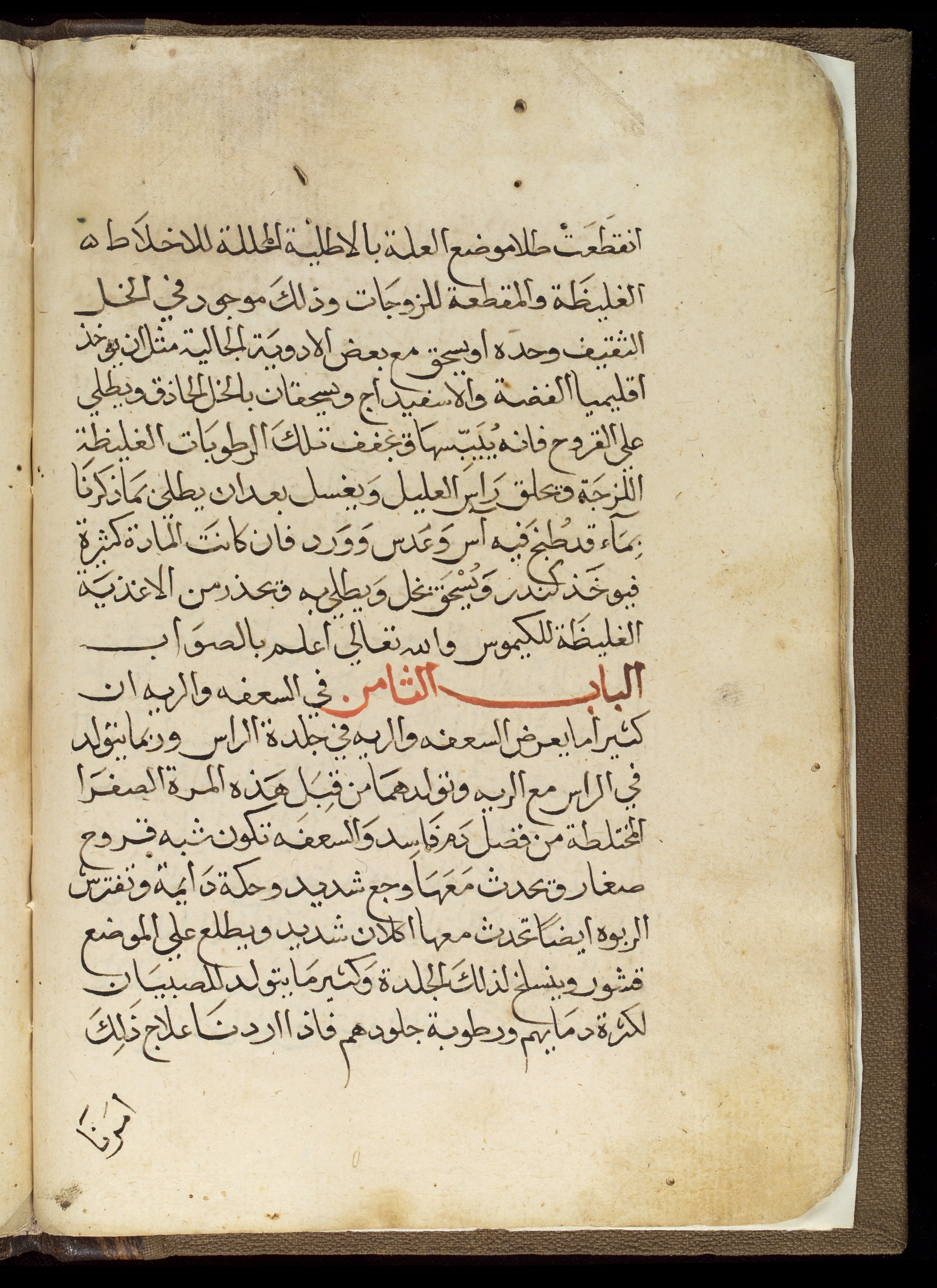
صفحة من مخطوط «زاد المسافر وقوت الحاضر»

1. زاد المسافر وقوت الحاضر (وقدترجمه إلى اللاتينية قسطنطين الإفريقي)
2. الاعتماد في الأدوية المفردة
3. البغية في الأدوية المركبة
4. طب الفقراء والمساكين
5. في المعدة وأمراضها ومداواتها
6. زاد المسافر في علاج الأمراض
7. طب المشايخ
8. العدة لطول المدة
9. سياسة الصبيان و تدبيرهم -مرجع في طب الأطفال-.

من مؤلفاته: كتاب في علاج الأمراض، ويعرف بزاد المسافر مجلدان، كتاب في الأدوية المفردة، ويعرف باعتماد، كتاب في الأدوية المركبة، ويعرف بالبغية، كتاب العدة لطول المدة، وهو أكبر كتاب له في الطب، وحكى الصاحب جمال الدين القفطي أنه رأى له بقفط كتاباً كبيراً في الطب اسمه قوت المقيم، وكان عشرون مجلداً، كتاب التعريف بصحيح التاريخ، وهو تاريخ مختصر يشتمل على وفيات علماء زمانه، وقطعة جميلة من أخبارهم، رسالة في النفس وفي ذكر اختلاف الأوائل فيها، كتاب في المعدة وأمراضها ومداواتها، كتاب طب الفقراء، رسالة في إبدال الأدوية، كتاب في الفرق بين العلل التي تشتبه أسبابها وتختلف أعراضها، رسالة في التحذر من إخراج الدم من غير حاجة دعت إلى إخراجه، رسالة في الزكام وأسبابه وعلاجه، رسالة في النوم واليقظة، مجربات في الطب، مقالة في الجذام وأسبابه وعلاجه، كتاب الخواص، كتاب نصائح الأبرار، كتاب المختبرات، كتاب في نعت الأسباب المولدة للوباء في مصر وطريق الحيلة في دفع ذلك وعلاج ما يتخوف منه، رسالة إلى بعض إخوانه في الاستهانة بالموت، رسالة في المقعدة وأوجاعها، كتاب المكلل في الأدب، كتب البلغة في حفظ الصحة، مقالة في الحمامات، كتاب أخبار الدولة، يذكر فيه ظهور المهدي بالمغرب، كتاب الفصول في سائر العلوم والبلاغات.